# 馬拉塔帝國
马拉塔帝国（Marāṭhā Sāmrājya），又譯马拉地帝国或马拉塔联盟，是1674年至1818年在印度次大陆上的一个近代帝国，也是印度最后一个印度教帝国。它的鼎盛时期横跨整个印度次大陆，这是继孔雀王朝和笈多王朝之后第三个统一印度大部分地区的本土印度帝国。孟加拉和海得拉巴是马拉塔帝国的附庸。1707年，莫卧儿皇帝奥朗则布死后，马拉塔的版图得以大幅扩张。1761年，马拉塔军队在第三次帕尼帕特战役中战败，帝国的扩张亦就此止步。19世纪初成为邦联。1775年至1782年，于第一次英国-马拉塔战争中击败了英军；但在1803年至1805年的第二次英国-马拉塔战争中战败，最终在1818年的第三次英国-马拉塔战争中被灭国。
在國王希瓦吉的經營下，以及對阿迪勒·沙阿王朝和莫臥兒帝國的一系列游擊戰中，希瓦吉成功於1674年建立獨立的馬拉塔帝國，並建都於賴加德。希瓦吉於1680年逝世，隨後莫臥兒人於1681年入侵，經過廿多年漫長的戰爭後，莫臥兒人最終在1707年戰敗。希瓦吉的孫子夏胡（Shahu）於1707年至1749年統治帝國。在他在位期間，他委任佩什瓦（總理）作為特定情況下政府的首長。當夏胡在1749年逝世後，各佩什瓦成為帝國真正的領袖直至1761年，而夏胡的後人只在薩達拉作為名義上的領袖。在帝國所統治的大片印度次大陸的領土中，馬拉塔軍隊把英國勢力限制在海灣直至18世紀。但當佩什瓦和他們的萨达尔（Sardar，軍隊指揮官）出現衝突，帝國漸漸走向衰落。
帝國在夏胡和佩什瓦巴吉·拉奧一世（Baji Rao I）在位時到達頂峰。在第三次帕尼帕特戰爭戰敗後，帝國暫停在西北的擴張並削減佩什瓦的權力。在1761年帕尼帕特戰爭慘敗後，佩什瓦開始慢慢失去王國的控制權。許多萨达尔人開始在各自的駐地上稱王。但在佩什瓦Madhavrao的統治下，帝國在北印度的統治得以在帕尼派特戰爭戰敗後10年重建。在Madhavrao死後，帝國成為一個鬆散的邦聯。該邦聯由五個馬拉塔王國組成，分別是：在浦那的佩什瓦、在摩臘婆和瓜廖爾的Sindhias王朝（瓜廖尔王國）、在印多尔的Holkars王朝（印多爾王國）、在那格浦爾的Bhonsles王朝（那格浦爾王國）、在巴羅達的Gaekwads王朝（巴羅達王國）。Sindhia和Holkar爭奪聯盟事務的主導權直至19世紀初，正如和英國東印度公司在三次馬拉塔戰爭所發生的衝突。在第三次馬拉塔戰爭，最後一個佩什瓦巴吉·拉奧二世（Baji Rao II）被英國擊潰，帝國大部分領土被英屬印度所吸收，而剩下的部分則以半獨立的土邦形式存在直到1947年印度獨立。

## 王國的建立
馬拉塔帝國的創建者為賈特拉帕蒂·希瓦吉是一名馬拉塔族的勇士。馬拉塔人主要分布於德干高原西部的馬哈拉施特拉地區，地形以山地、丘陵與高原為主，適合小規模部隊活動與游擊戰。地方性極強，宗族勢力林立，中央化程度低，氏族酋長制（Deshmukh）主導農村政治，為種姓地位中下的庫沙特里亞-農民群體，軍事能力強但未被正統婆羅門秩序接納。雖信奉印度教，但對北印的婆羅門中心不太認同，出現地區性宗教改革（如Warkari運動），馬拉塔語逐漸成為地區語言與身份認同的載體。
馬拉塔帝國實際上是馬穆魯克蘇丹國的變體，在印度五個德干蘇丹國解體後，形成「西人黨」「德干黨」與「黑奴黨」三足鼎立的政治局面，在蒙兀兒帝國的武力壓迫下，統合成一個新的馬拉塔軍制國家。但地方上還是存在數個馬穆魯克軍制政體。
馬穆魯克軍制政體:
- 阿合美納嘉（Ahmadnagar）
- 果康達（Golconda）
- 碧佳普爾（Bijapur）
- 賈尼賈（Janjira）（由Habshi海軍貴族統治）

## 馬利克·安珀（1548年－1626年）
查普（Chap），即後來的馬利克·安珀，出生於衣索比亞（或稱哈比希人後裔），可能為基督徒貴族之子。少年時期遭俘後被販賣為奴，經過阿拉伯世界輾轉進入南印度的艾哈邁達巴德或白德，隨即被賣給阿合美納嘉蘇丹國的一名穆斯林官員，後皈依伊斯蘭教並獲得解放。
安珀趁阿合美納嘉蘇丹國政變之機奪權，雖未自稱國王，但以Malik（領主）與Ambar（自由人）為名，成為實際掌權的攝政。他建立一支約3000人規模的重裝火箭騎兵部隊，並對內改革稅制、清查田地，重整土地官僚體系，對抗蒙兀兒勢力的南進。
1605年，以1602年的戰敗，開始改革軍制，轉以當地馬拉塔人、游牧部族合作的火箭騎兵體系，開創德干混編軍隊範式。他訓練了一批能夠自由轉換於山區、平原與城池之間的小規模快速部隊。
1619年，重新奪回失地，並迫使蒙兀兒地方將領簽署和約。他在此後幾年中致力於稅務體系改革與軍事要塞加固，逐步擴張勢力到納西克與浦那盆地，這些地區將來正是馬拉塔勢力興起的核心區域。
1625年，巴瓦蒂戰役爆發，以快速騎兵與火箭突襲擾亂蒙軍指揮鏈，最終在聯軍陣列中央爆破成功，俘虜敵將240餘人，成為其軍事生涯最大勝利。他此後與部分馬拉塔頭人締盟，將其軍政與徵稅制度局部交由地方小領主操作，為馬拉塔自治與軍事化提供雛形。
1626年，去世，遺留的黑奴將軍與馬拉塔勢力發生權力分裂。阿合美納嘉政權走向內耗，黑奴黨瓦解，大量自由民兵轉而依附比賈布爾與浦那地方勢力。安珀的軍事遺產與稅制改革理念，對馬拉塔早期國政體系影響深遠。

## 賈特拉帕蒂·希瓦吉時期（1627年－1680年）
17世紀末，當時管治南亞大部地區的蒙兀兒帝國國勢轉弱。希瓦吉乘勢起兵，在一番的激戰後打退了蒙兀兒的軍隊，建立了馬拉塔帝國。
長久以來，信仰印度教的馬拉地人居住在浦那附近，就在德干高原西部與西高止山脈東側接壤處。他們極力抵抗莫臥兒帝國從北方的入侵。他們的統治者希瓦吉帶領馬拉塔人從東南方比賈布爾的穆斯林蘇丹中解放，並且越來越具侵略性，而且經常襲擊莫臥兒帝國的領土，並在1664年略劫莫臥兒人的港口的蘇拉特。希瓦吉於1674年自立為王並自稱賈特拉帕蒂。當他於1680年逝世時，馬拉塔帝國已大幅擴張其領土甚至控制部分中印度，但中印度領土不久便被莫臥兒帝國及英國奪去。根據印度歷史學家Tryambak Shankar Shejwalkar所述，希瓦吉被在南印奮力抵抗穆斯林的毗奢耶那伽羅王朝所鼓舞。邁索爾國王Kanthirava Narasaraja Wodeyar對抗比賈布爾的穆斯林蘇丹的勝利也大大鼓舞了希瓦吉。

## 賈特拉帕蒂·薩巴吉時期（1681年－1689年）
賈特拉帕蒂·希瓦吉有兩兒子：拉賈拉姆和薩巴吉。長子薩巴吉深受朝臣愛戴。他是一位詩人，偉大的政治家和偉大的戰士。他在1681年加冕後繼續其父親的擴張政策。他擊敗了葡萄牙人和邁索爾國王Chikka Deva Raya。為了廢除所有拉其普特－馬拉塔以聯盟及所有德干蘇丹國的聯盟，莫臥兒皇帝奧朗則布在1682年南進。奧朗則布計劃佔領整個馬拉塔帝國，以及比賈布爾和戈爾康達的蘇丹國。薩巴吉在頭8年對抗莫臥兒帝國的戰爭中未曾輸掉一場戰役或失掉一座堡壘。莫臥兒帝國幾乎戰敗。在1689年初，薩巴吉召集他的將領到Sangameshwar舉行戰略會議，計畫向莫臥兒帝國發動最後的進攻。在Ganoji Shirke和奧朗則布的指揮官穆卡拉卜汗（Mukarrab Khan）精心策劃下，莫臥兒人攻擊身邊只有少數隨從的薩巴吉。莫臥兒的伏兵跟踪薩巴吉並於1689年2月1日俘虜了他。他和他的顧問Kavi Kalash被帶到Bahadurgad並於1689年3月11日被殺。

## 拉賈拉姆和塔拉比時期（1689年－1707年）
賈特拉帕蒂·薩巴吉的弟弟拉賈拉姆（Rajaram）取得了王位。莫臥兒人圍攻賴加德。拉賈拉姆為了自身安全，先後逃至Vishalgad和Jinji。馬拉塔將軍Santaji Ghorpade和Dhanaji Jadhav從那裡襲擊了莫臥兒帝國的領土並佔領了多個要塞。拉賈拉姆於1697年提議停戰但遭到拒絕。拉賈拉姆於1700年死於Sinhagad。他的遺孀塔拉比（Tarabai）以她兒子羅摩羅闍（Ramaraja）的名義控制帝國。她領導馬拉塔人英勇抵抗莫臥兒人。他們於1705年越過那爾馬達河進入摩臘婆，接著進入莫臥兒帝國的領土。
馬拉塔人與莫臥兒人在摩臘婆決戰，結果莫臥兒帝國永久失去在印度次大陸的顯赫的地位，莫臥兒皇帝成了虛銜。這埸戰爭真正的擴張了馬拉塔帝國的版圖，為帝國日後的擴張奠定了基礎。

## 夏胡時期（1707年－1749年）
當奧朗則布於1707年去世時，薩巴基的兒子夏胡被阿扎姆沙釋放，成為莫臥兒帝國附庸國的成員。為了確保夏胡的忠誠，莫臥兒保留了夏胡的母親被扣為人質。回國後，夏胡宣布繼承馬拉塔王位，並挑戰母親塔拉比父子的統治，很快將莫臥兒-馬拉塔戰爭變成了三方鬥爭。薩塔拉和戈爾哈布爾王子也趁機自立門戶。
1713年，法魯克錫亞宣佈繼承莫臥兒帝國王位。他的王位很大程度源於控制阿拉哈巴德和巴特那的賽義德兄弟。然而，法魯克錫亞不甘為賽義德兄弟傀儡而與他們結怨，賽義德兄弟與夏胡的代表佩什瓦Balaji Vishwanath談判，令馬拉塔與莫卧兒對抗。
1714年，一支由Parsoji Bhosale指揮的馬拉塔軍隊進軍德里並廢黜莫臥兒皇帝。作為回報，Balaji Vishwanath為馬拉塔取得一個重要的協議。夏胡接受莫臥兒王朝統治德干高原，提供帝國軍事力量並需年年進貢，但馬拉塔的獨立會被保障，同時亦可取得古吉拉特，馬爾瓦和6個莫卧兒在德幹的省份35%的收入，夏胡的母親Yesubai亦會被釋放。
在夏胡的統治下，Raghuji Bhosale把馬拉塔的版圖東擴至現在的孟加拉，Senapati Dabhade向西擴張，佩什瓦巴吉拉奥一世和他管轄的三個氏族，塔爾的帕瓦爾，印多爾的Holkar和瓜廖爾的辛迪亞向北擴張，這些家族世襲他們的領地為王權衰創造下了條件。

## 佩什瓦時期（1749年－1761年）
在这个时代，属于巴特家族的佩什瓦控制着马拉塔军队，后来成为马拉塔帝国的实际统治者，直到1772年。在适当的时候，马拉塔帝国统治了印度次大陆的大部分地区。
佩什瓦·巴拉吉·威斯瓦纳特
沙胡于1713年任命了佩什瓦·巴拉吉·威斯瓦纳特（Peshwa Balaji Vishwanath）；从他那个时代开始，佩什瓦的职位成为至高无上的职位，而沙胡则成为了一个有名无实的领袖。他的第一个主要成就是1714年与西海岸最有权势的海军首领Kanhoji Angre缔结了罗纳瓦拉条约。他后来接受沙胡为贾特拉帕蒂。1719年，马拉塔人在击败德干的莫卧儿总督赛义德·侯赛因·阿里并罢免了莫卧儿皇帝后进军德里。从那时起，莫卧儿皇帝就成了马拉塔君主手中的傀儡。
佩什瓦·巴吉拉奧一世
1720年4月巴拉吉·威斯瓦纳特去世后，他的儿子巴吉拉奧一世（Baji Rao I）被夏胡任命为佩什瓦。巴吉拉奧因在1720年至1740年间将马拉塔帝国的面积从现代印度版图的3%扩大到30% 而扩大了10倍。他在1740年4月去世前参加了41场战斗，据说从未输过任何一场战役。帕克赫德战役是一场陆战，发生在1728年2月28日，地点在印度马哈拉施特拉邦纳西克市附近的帕克赫德村，交战双方是巴吉拉奥一世和海得拉巴的阿萨夫贾赫一世卡马尔乌丁汗。马拉塔人击败了尼扎姆人。这场战斗被认为是出色执行军事战略的一个例子。1737年，巴吉拉奥一世（Bajirao I）领导下的马拉塔人在德里战役中以闪电战突袭了德里郊区。尼扎姆（Nizam）从德干（Decca）出发，拯救莫卧儿免遭马拉塔人的入侵，但在博帕尔战役（Battle of Bhopal）中被彻底击败。马拉塔人从莫卧儿人那里榨取了一大笔贡品，并签署了一项条约，将马尔瓦割让给马拉塔人。瓦赛战役发生在马拉塔人和瓦赛的葡萄牙统治者之间，瓦赛是一个位于瓦赛河北岸、孟买以北50公里的村庄。马拉塔人由巴吉拉奧的兄弟奇瑪吉·阿帕（Chimaji Appa）领导。马拉塔人在这场战争中的胜利，是巴吉拉奥执政时期的一大功绩。
佩什瓦·巴拉吉·巴吉拉奧
巴吉拉奧的儿子巴拉吉·巴吉拉奧（Balaji Bajirao（Nanasaheb））不顾其他酋长的反对，被夏胡任命为下一任佩什瓦。1740年，拉戈吉·博萨莱（Raghoji Bhosale）率领的马拉塔军队进攻阿尔科特（Arcot），并在Damalcherry的隘口击败了阿尔科特的纳瓦布（Nawab）多斯特·阿里（Dost Ali）。在随后的战争中，多斯特·阿里、他的一个儿子哈桑·阿里和其他一些知名人士丧生。这一初步的成功立刻增强了马拉松在南方的威望。从Damalcherry，马拉塔人继续前往Arcot，后者在没有太多抵抗的情况下向他们投降。而后Raghuji在1740年12月入侵了Trichinopoly。Chanda Sahib无法抵抗，于1741年3月14日将堡垒交给了Raghuji。Chanda Saheb和他的儿子被捕并被送往那格浦尔。在此期间，拉杰普塔纳（Rajputana）也受到马拉塔人的统治。1756年6月，葡萄牙总督阿尔瓦（Conde de Alva）伯爵路易斯·马斯卡雷尼亚斯（Luís Mascarenhas）在与果阿的马拉塔军队交战中阵亡。
在卡納塔克邦和特里奇諾波利的戰役取得成功後，拉戈吉從今卡納塔克邦返回。從1741年到1748年，他六次遠征孟加拉。馬拉地帝國的複興進一步加劇了孟加拉納瓦布人的衰落，馬拉地帝國在18世紀對繁榮的孟加拉進行了殘酷的襲擊。在入侵和占領今比哈爾邦和西孟加拉邦直至胡利河期間，馬拉塔組織在佔領西孟加拉邦期間對當地居民犯下了暴行。
1727年孟加拉总督Murshid Quli Khan去世后，他成功地利用了孟加拉普遍存在的混乱局面，因此拉胡吉能够将奥里萨邦永久并入他的王国。奥里萨邦、孟加拉和比哈尔邦的部分地区不断受到Bhonsles的骚扰，在经济上遭到破坏。1751年，孟加拉国的纳瓦布Alivardi Khan与Raghuji达成和解，将Cuttack（奥里萨邦）割让给Subarnarekha河，并同意支付Rs。每年120万作为孟加拉和比哈尔邦的Chauth。
巴拉吉·巴吉拉奧鼓励农业发展，保护村民并显着改善该地区的状况。1756年艾哈邁德沙·杜蘭尼（Ahmed Shah Abdali）洗劫德里后，Nanasaheb的兄弟Raghunath Rao跟随阿富汗军队撤离。1757年8月，拉古纳特·拉奥率领的马拉塔军队攻占德里，并在德里战役中击败阿富汗守军。这为马拉塔人征服印度西北部奠定了基础。马拉塔帝国在现代在覆盖了如今印度90%的领土。

## 王國的衰落
在北面的阿富汗普什圖族和當時英國軍隊的不斷侵擾下，馬拉塔帝國的國勢開始衰微，最終於1818年為英國所滅。

## 延伸阅读
- McEldowney, Philip F, , Madison: University of Wisconsin, 1966  [2021-10-04], OCLC 53790277, （原始内容存档于2012-05-15） （页面存档备份，存于）
- Roy, Tirthankar. . Modern Asian Studies. 2013, 47 (4): 1125–1156  [2021-10-04]. ISSN 0026-749X. S2CID 46532338. doi:10.1017/S0026749X11000825. （原始内容存档于2022-11-12）. （页面存档备份，存于）
- Wink, Andre. Land and Sovereignty in India: Agrarian Society and Politics under the Eighteenth Century Maratha Swarajya, (Cambridge UP, 1986).
- Apte, B.K. (editor) – Chhatrapati Shivaji: Coronation Tercentenary Commemoration Volume, Bombay: University of Bombay (1974–75)
- Desai, Ranjeet – Shivaji the Great, Janata Raja (1968), Pune: Balwant Printers – English Translation of popular Marathi book.
- McDonald, Ellen E., , Berkeley: University of California Press, 1968, OCLC 483944794